# Siluro a Lenta Corsa
Le Siluro a Lenta Corsa (« Torpille à course lente »), abrégé en SLC, plus connu sous le nom de « Maiale » (cochon), est un propulseur de plongée à la forme proche d'une torpille, conçu par deux officiers italiens à la fin des années 1920.
Pendant la Seconde Guerre mondiale, ce matériel a été utilisé par la Xe Flottiglia MAS de la marine italienne afin de mener des actions de sabotage contre des navires ennemis, souvent ancrés dans des ports défendus militairement.

## Conception
Le sous-marin de poche a été conçu d'après la torpille humaine mignatta (« sangsue »), créée par Raffaele Rossetti durant la Première Guerre mondiale : le 1er novembre 1918, le cuirassé de 21 370 tonnes de la Marine austro-hongroise Viribus Unitis est coulé par des plongeurs italiens véhiculés par l'une des torpilles humaines mignatta dans le port de Pula.
En 1929, deux officiers (ingénieurs de formation), Tesei et Toschi, proposent à leur hiérarchie de mettre en œuvre des torpilles humaines pour pouvoir lancer des attaques contre la flotte britannique si une guerre arrivait. L’idée est rapidement acceptée et un petit groupe d’une vingtaine de personnes se met au travail dans le plus grand secret. Les prototypes sont évalués avec des résultats des plus prometteurs. Mais avec la fin de la campagne d’Éthiopie, la tension internationale retombe et la paix semble à nouveau rétablie. L’intérêt du Corpo del genio navale diminue, le projet est arrêté et oublié pendant un an et demi.
En 1937, la possibilité d’un conflit en Europe revoit le jour. Les expériences recommencent mais un temps précieux a été perdu, annulant toute chance d’avoir des engins opérationnels et prêts en cas d’ouverture des hostilités et d'attaques massives.

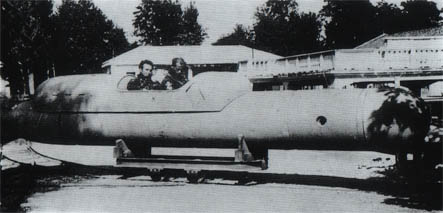
Le Siluro San Bartolomeo.

Un deuxième modèle de maiale nommé Siluro San Bartolomeo entre ensuite en service. Les études techniques ont été menées par le Major Mario Maciulli, assisté d'ingénieurs navals.

## Caractéristiques

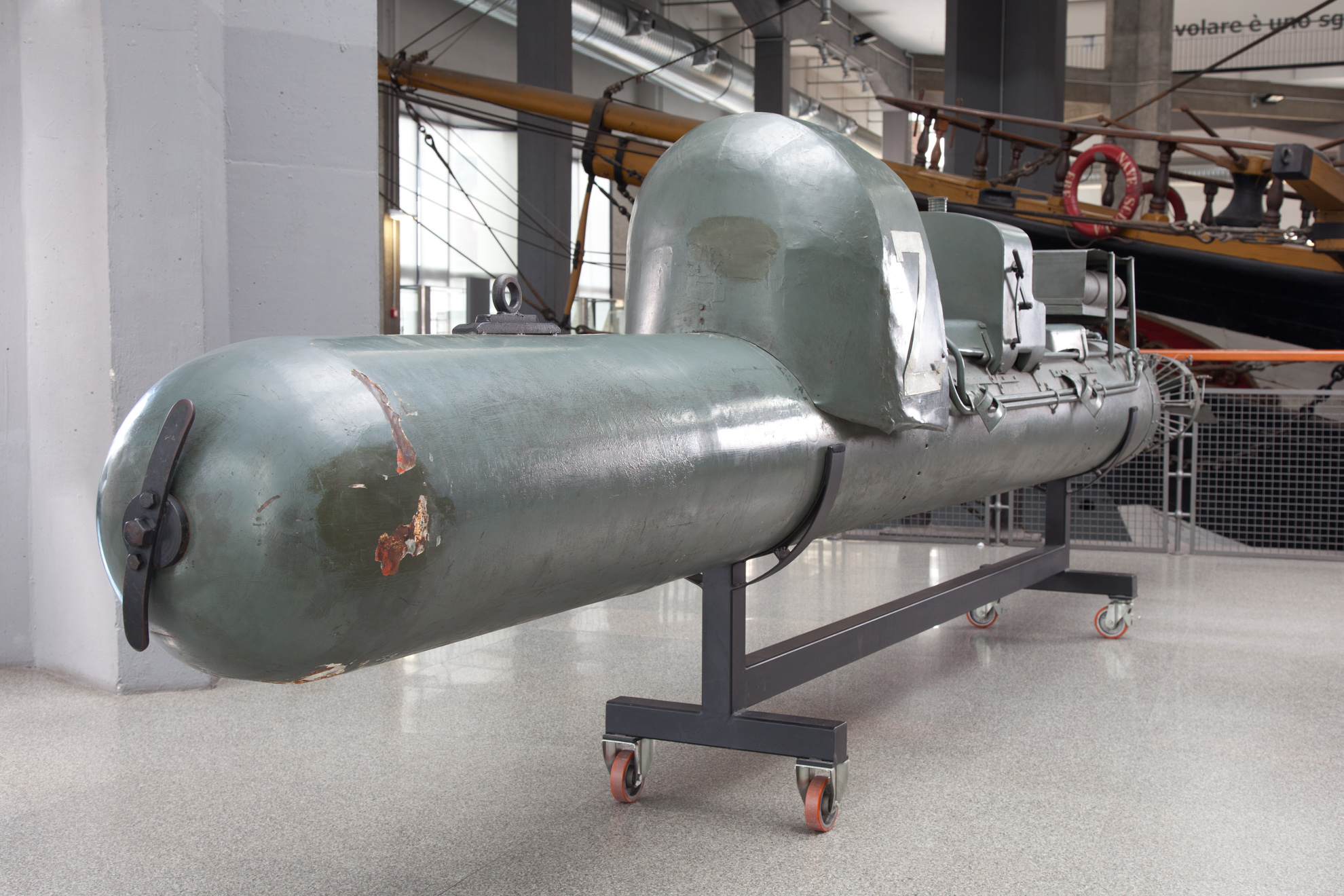
Exemplaire d'un maiale exposé au musée des sciences et des techniques Léonard de Vinci de Milan.

Le Siluro a Lenta Corsa était conçu à partir des dimensions standard d’une torpille, soit 533 mm de diamètre. Sa longueur était de 6,70 mètres, portée ultérieurement à 7,30 mètres. Le corps de forme cylindrique est divisé en trois parties principales. À l’avant, se trouve une ogive détachable contenant 230 à 250 kg d’explosif « Tritolital ». La partie centrale correspond au poste de pilotage où prennent place deux opérateurs munis d'appareils respiratoires, assis sur l’emplacement des accumulateurs électriques servant à la propulsion de l’engin. Le système de propulsion et de gouvernes se situe à l’arrière de l’engin. Un moteur électrique à 4 vitesses, d’une puissance de 1,6 ch (jusqu'à cinq pour les modèles ultérieurs) permet d’atteindre une vitesse de 3 nœuds en plongée et un rayon d’action de 15 miles à la vitesse de croisière de 2,3 nœuds.
Le convoyeur était équipé de gouvernes de profondeur et de direction, de coffres et d'instruments : compas magnétique, jauge de profondeur, horloge, voltmètre, deux ampèremètres et niveau à bulle pour le contrôle de l'attitude longitudinale.

## Profil d'attaque

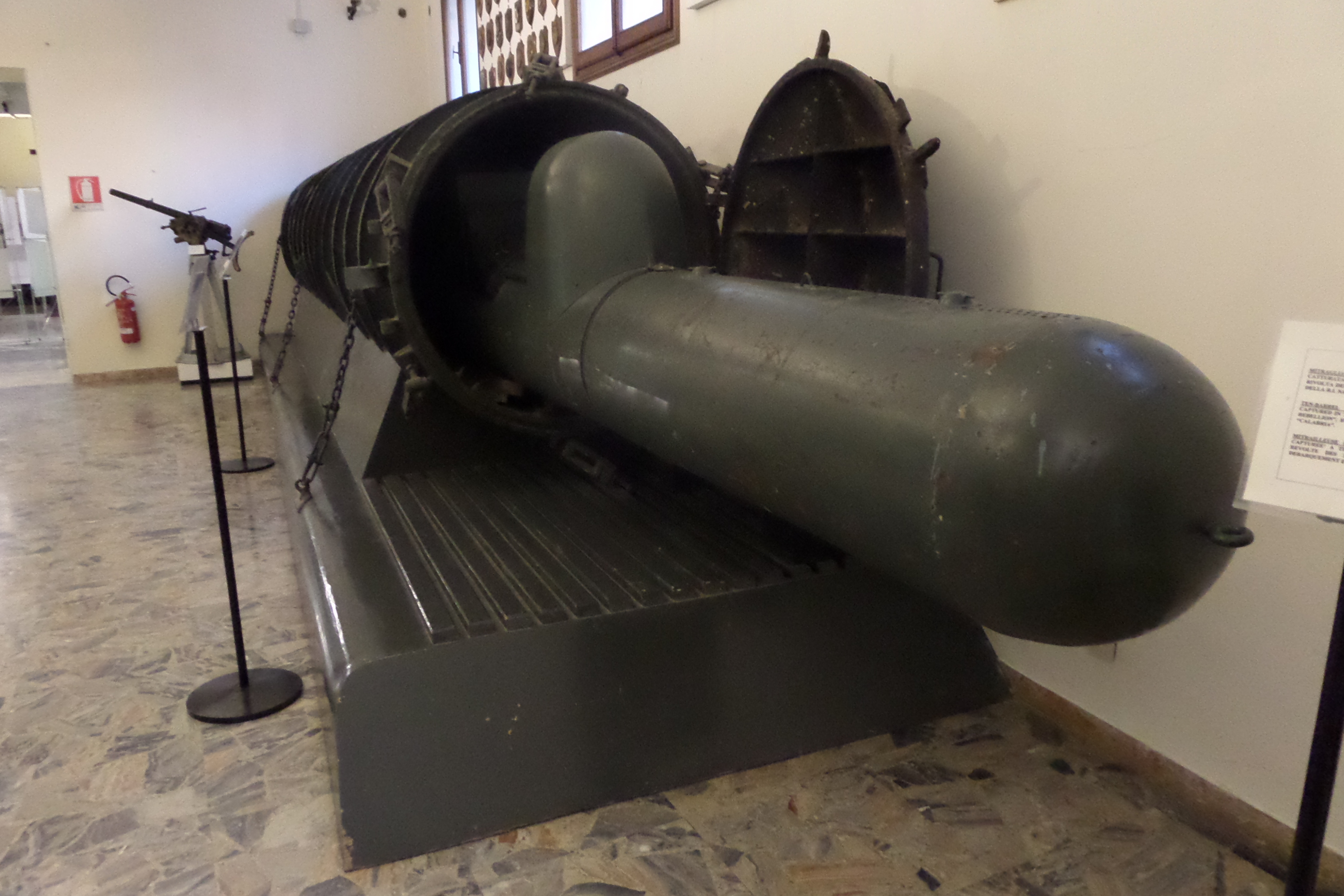
Cylindre contenant le Siluro a Lenta Corsa.

La mise en œuvre de l’engin est simple en théorie, elle est un peu plus compliquée dans les conditions réelles d’une opération de guerre. Un sous-marin modifié spécialement pour le transport de SLC ou tout autre moyen de transport adapté emmène les SLC au plus près de l’objectif à détruire. Les opérateurs pilotent l’engin et traversent le rideau de filets anti-torpilles qui protègent port ou entrée de base navale. Ensuite, ils s’approchent doucement de la coque du navire et tendent un câble d’acier entre les quilles de roulis. L’ogive est alors accrochée au câble et est ensuite détachée du SLC. La mise à feu de la charge explosive est faite à l’aide d’un système d’horlogerie permettant aux opérateurs de se retirer en toute sécurité. Toute l’opération se déroule dans une eau saumâtre où la visibilité ne dépasse pas quelques mètres. La règle est la prudence, le moindre éclat de lumière ou un simple remous dans l’eau peuvent signaler la présence de plongeurs aux sentinelles et faire capoter l’opération. Une fois celle-ci menée à bien, il faut s'extraire rapidement de la zone et échapper aux recherches menées par l’ennemi.

## Historique

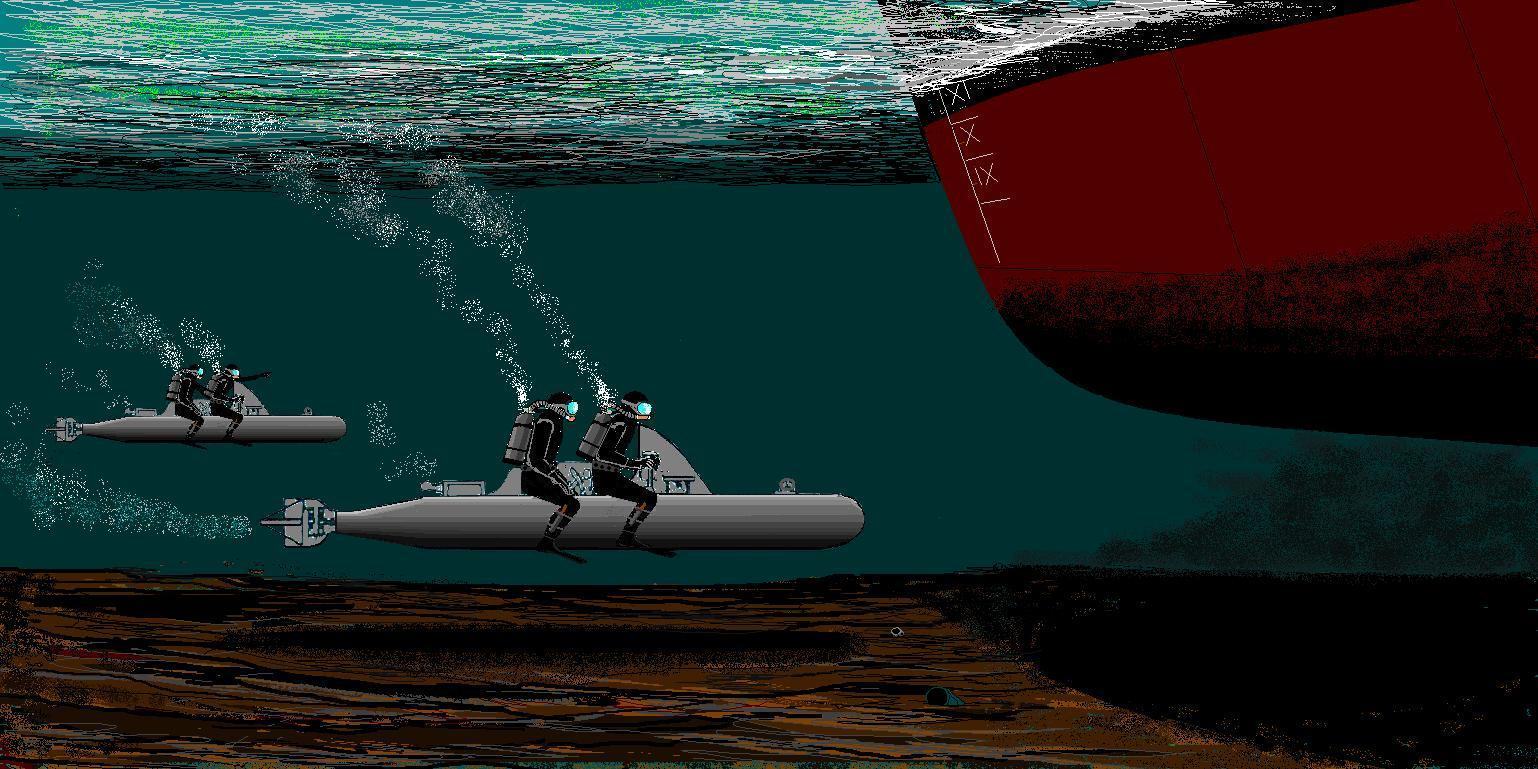
Attaque d'un navire ennemi.

La première opération menée par les SLC fut couronnée de succès. Le but était de détruire des navires de ravitaillement stationnés dans le port de Gibraltar. Amenés à pied d’œuvre par le sous-marin Scirè, trois SLC furent engagés dans l’attaque. Ils coulèrent le navire citerne Fiona et endommagèrent gravement deux autres navires de transport. Tous les opérateurs rejoignirent rapidement la côte espagnole et rallièrent l’Italie.
Mais l'opération la plus célèbre impliquant des SLC a eu lieu durant la nuit du 18 au 19 décembre 1941. Le sous-marin Scirè, piloté par Junio Valerio Borghese, emmena trois SLC à l’entrée du port d’Alexandrie, en Égypte, où deux équipages (Durand de la Penne/Bianchi et Marceglia/Scergat) placèrent leurs ogives sous les cuirassés HMS Valiant et HMS Queen Elizabeth, tandis que le troisième (Martellotta/Marino), ayant échoué à localiser le porte-avions assigné, qui avait entre-temps quitté Alexandrie, prit le navire-citerne Sagona pour cible de remplacement. Quelques heures après, de fortes explosions retentirent. Les deux cuirassés touchés s’enfoncèrent dans les eaux du port. La troisième explosion endommagea le navire citerne et le destroyer Jervis amarrés côte-à-côte. Tous les opérateurs survécurent à l’attaque, mais furent faits prisonniers par les Britanniques. Dans l’année qui suivit, les SLC menèrent encore avec succès quelques opérations, en particulier contre le port d’Alger.
En mai et août 1943, Gibraltar est encore pris pour cible. L’armistice met fin officiellement aux opérations des SLC. Seuls quelques engins restent aux mains de la République sociale italienne, l'état fantoche de Mussolini après le changement d'alliance de l'Italie, mais ne seront engagés dans aucune opération.
À la fin du conflit, le bilan des attaques des SLC est éloquent, trois navires de guerre sont totalement détruits, soit 60 000 tonneaux de jauge brute, et 12 navires marchands, soit 81 000 tonneaux, ont été détruits ou gravement endommagées.

### Copie britannique
En butte aux attaques de SLC à Alexandrie, mais aussi à Gibraltar, la marine anglaise finit par capturer et étudier un de ces engins, grâce notamment à son meilleur spécialiste de la plongée autonome, le commander Lionel Crabb, qui, dans ses mémoires, évoque l'avance technologique des Italiens en matière d'équipement des nageurs de combat, notamment le respirateur recycleur ARO (sans bulles apparentes) développé avec l'appui technique de la firme de pneumatiques Pirelli. Les Britanniques développèrent leur version du « maiale » (nom de code Chariot, les opérateurs étant surnommés « charioteers »). Ils tentèrent de l'utiliser fin octobre 1942 pour couler le cuirassé Tirpitz dans un fjord norvégien (opération Title). Le convoyage était assuré non par un sous-marin mais par un modeste chalutier norvégien, l'Arthur, piloté par un résistant Norvégien, et parti d'un port discret des îles Shetland, mais dans cette mer froide et agitée, l'opération tourne au fiasco (les Chariots amarrés sous la coque du bateau se désarriment en pleine tempête). Finalement, ce fut une opération plus ambitieuse, utilisant des sous-marins de poche type X craft (eux-mêmes remorqués par des grands sous-marins pour le convoyage Écosse-Norvège), qui permit de couler une première fois le Tirpitz en septembre 1943 (il fut ensuite renfloué, réparé et finalement détruit par les énormes bombes aériennes Tallboy de 6 tonnes, dues à l'ingénieur Barnes Wallis).